# Assassí de Golden State
L'assassí de Golden State (Golden State Killer) és un assassí en sèrie, violador en sèrie i atracador que va cometre almenys 13 assassinats, més de 50 violacions i més de 100 robatoris a Califòrnia entre el 1974 i el 1986. Es creu que va ser responsable d'almenys tres delictes dispersos a tota Califòrnia, cadascun dels quals va generar un sobrenom diferent a la premsa, abans que es fes evident que eren comesos per la mateixa persona. A la zona de Sacramento era conegut com el violador de la Zona Est (East Area Rapist) i estava relacionat per modus operandi amb atacs addicionals al comtat de Contra Costa, Stockton i Modesto. Més tard se'l va conèixer com a Original Night Stalker pels seus delictes al sud de Califòrnia. Se sospita que havia començat com a lladre (el saquejador de Visalia) abans de traslladar-se a la zona de Sacramento, basat en un modus operandi similar i proves circumstancials. Va intimidar i amenaçar les seves víctimes i la policia amb trucades telefòniques obscènes i altres comunicacions.
Al llarg de dècades d'investigació, s'han descartat diversos sospitosos mitjançant proves d'ADN, coartades o altres mètodes d'investigació. El 2001, les anàlisis d'ADN van indicar que el violador de la Zona Est i l'Original Night Stalker eren la mateixa persona. El cas va ser un factor important en l'establiment de la base de dades d'ADN de Califòrnia, que recopila l'ADN de tots els acusats i condemnats per delictes a Califòrnia i ha estat la segona en efectivitat (després de la de Virginia) a l'hora de resoldre casos sense resoldre. Per augmentar la consciència que l'assassí va operar a tot Califòrnia, l'escriptora criminalista Michelle McNamara va encunyar el nom de «assassí de Golden State» a principis del 2013.
El 15 de juny de 2016, l'FBI i les autoritats policials locals van celebrar una conferència de premsa per anunciar un nou intent d'abast nacional, oferint una recompensa de 50.000 dòlars per la seva captura. El 24 d'abril de 2018, les autoritats van acusar Joseph James DeAngelo, un veterà de la Marina dels Estats Units, de 72 anys i exoficial de policia, de vuit càrrecs d'assassinat en primer grau, basats en proves d'ADN. Aquest va ser també el primer anunci que connectava els crims del saquejador de Visalia i l'assasí de Golden State. A causa de l'estatut de limitacions de violència en els casos de violació pre-2017, DeAngelo no pot ser acusat de les violacions dels anys 70, però va ser acusat l'agost de 2018 de 13 intents de segrest relacionats.

## Sospitosos
Durant la investigació, diverses persones van ser considerades i posteriorment descartades com a sospitoses:
- Brett Glasby, de Goleta, va ser considerat sospitós pels investigadors del comtat de Santa Barbara. Va ser assassinat a Mèxic el 1982, abans de l'assassinat de Janelle Cruz; això el va eliminar com a sospitós.[14]
- Paul "Cornfed" Schneider, membre d'alt rang de la Germandat Ària, vivia al comtat d'Orange quan van morir els Harringtons, Manuela Witthuhn i Janelle Cruz. Una prova d'ADN el va descartar a la dècada de 1990.[15]
- Joe Alsip, amic i soci de negocis de la víctima Lyman Smith: el pastor d'Alsip va dir que Alsip li ha confessat durant una sessió d'assessorament familiar. Alsip va ser processat pels assassinats a Smith el 1982, però els càrrecs van ser retirats i la seva innocència va ser confirmada per proves d'ADN el 1997.[16]

Al novembre de 2002, el periodista Colleen Cason va escriure una sèrie periodística sobre els assassinats al diari Ventura County Star. Segons Cason, el detectiu Larry Pool, del departament del xerif del comtat d'Orange, va visitar el corredor de la mort de Califòrnia a San Quentin, per intentar localitzar l'assassí de Golden State; Pool sospitava que l'assassí havia estat capturat i condemnat a mort per un altre delicte violent. No obstant això, cap mostra genètica recollida de presos sentenciats a mort no va coincidir amb l'ADN de l'assassí de Golden State.

### Joseph James DeAngelo
El 24 d'abril de 2018, els agents del xerif del comtat de Sacramento van detenir Joseph James DeAngelo, un antic agent de policia a Auburn i Exeter, Califòrnia. Va ser acusat de vuit actes d'assassinat de primer grau en circumstàncies especials. El 10 de maig, la fiscalia del districte de Santa Barbara va acusar DeAngelo de quatre càrrecs addicionals d'assassinat en primer grau.
La identificació de DeAngelo havia començat quatre mesos abans quan la investigació, dirigida pel detectiu Paul Holes i l'advocat de l'FBI Steve Kramer, va penjar el perfil d'ADN de l'assassí d'un cas de violació al comtat de Ventura al lloc web personal de genòmica GEDmatch. Al lloc web es van identificar entre 10 i 20 parents llunyans de l'assassí de Golden State (que compartien els mateixos quadravis), dels quals un equip de cinc investigadors que treballaven amb la genealogista Barbara Rae-Venter van construir un gran arbre genealògic. Van identificar dos sospitosos del cas (un dels quals va ser descartat per una prova d'ADN d'un familiar), deixant a DeAngelo com el principal sospitós. El 18 d'abril, es va recollir una mostra d'ADN subreptíciament del mànec de la porta del cotxe de DeAngelo i posteriorment es va recollir una altra mostra d'un teixit que es trobava a la paperera de la vorera de DeAngelo. Ambdues van coincidir amb mostres associades a delictes de l'assassí de Golden State. Després de l'arrest de DeAngelo, alguns comentaristes van preocupar-se de l'ètica de l'ús secundari d'informació personalment identificable.
DeAngelo no pot ser acusat de violacions o robatoris perquè aquests delictes han prescrit, però se l'ha acusat 13 assassinats i 13 segrests. Si és condemnat, s'enfronta a la cadena perpètua o la pena de mort. DeAngelo va ser processat a Sacramento el 23 d'agost de 2018. En un procés judicial del 10 d'abril de 2019, els fiscals van anunciar que demanarien la pena de mort i el jutge va dictaminar que es podrien permetre càmeres a l'interior de la sala durant el judici.